# Naivasha
Naivasha è un centro abitato del Kenya situato nella contea di Nakuru, nella Rift Valley.